# Dragón europeo
Los dragones europeos son criaturas legendarias en el folclore y la mitología de las superpuestas culturas de Europa.
En la época moderna, el dragón europeo es representado típicamente como un animal enorme, escupiendo fuego por la boca, con escamas, cuernos, dos alas, dos o cuatro patas y una cola larga y musculosa. Algunas representaciones de dragones muestran plumas en las alas, crestas, melenas ardientes, pinchos de marfiles que recorren su espina dorsal y diversas decoraciones exóticas.
Hubo una época en la que los seres humanos pensaban que los dragones existían en realidad. 
En los cuentos populares, la sangre del dragón a menudo contiene propiedades mágicas. Por ejemplo, en la ópera Sigfrido, la sangre del dragón permite a Sigfrido entender el lenguaje de los pájaros del bosque. El típico dragón protege una caverna o castillo lleno de oro y tesoros y, a menudo, es asociado con un gran héroe que trata de matarlo.
A pesar de ser una criatura alada, el dragón generalmente se encuentra en una guarida subterránea, una cueva que lo identifica como una antigua criatura de la tierra. Posiblemente los dragones de la mitología europea y de Oriente Medio provenían desde el culto a las serpientes que se encuentran en algunas religiones alrededor del mundo.En el druidismo irlandés y británico el huevo del universo dio a luz al universo y el dragón,El círculo representa al
dragón en vuelo mordiendo su propia cola.Este símbolo es el la base del arte celta.El dragón representa la fuerza primordial del universo y es el protector del conocimiento y de la divinidad. Al convertirse al cristianismo, los celtas impusieron el circlo en la cruz creando la cruz celta.

## Terminología

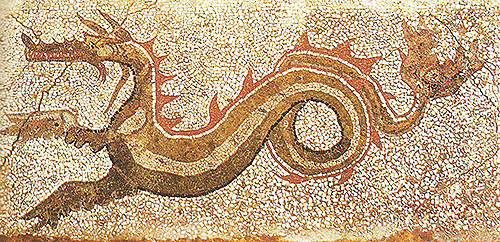
Mosaico del en Caulonia (Magna Grecia, sur de Italia).

«Dragón» deriva de la palabra latina draco, como en la constelación Draco, que viene directamente del griego δράκων, (drákōn, gazer). La palabra dragón en la mitología germánica y sus descendientes es worm (inglés antiguo, wyrm; alemán antiguo, wurm; nórdico antiguo, ormr), que significa culebra o serpiente. En inglés antiguo, wyrm significa [...] y draca significa dragón. En finés, lohikäärme traducido directamente significa salmón-serpiente, pero la palabra lohi- era originalmente louhi- que significa peñas o rocas, [...] una serpiente de montaña.[cita requerida] El prefijo lohi- en lohikäärme se cree que también deriva de la antigua palabra nórdica lógi, que significa fuego, como en la mitología finesa, también hay referencias a tulikäärme que significa fuego de serpiente, o serpiente de fuego.

## Antigüedad clásica

El dragón dacio

Los dragones evolucionaron a partir de las serpientes griegas, cruzados con los dragones de Oriente Próximo, en el cruce que cacterizó a la híbrida cultura helenística griego-oriental. De Babilonia, el mušḫuššu fue una clásica representación del dragón de Oriente Próximo. En el Apocalipsis de Juan —literatura griega, no romana— describe a Satanás como «un gran dragón, rojo llameante, con siete cabezas y diez cuernos». Gran parte de la inspiración literaria de Juan está en griego, pero es más probable que haya venido originalmente a través del Cercano Oriente. En el Imperio romano, cada cohorte militar tenía un particular identificación signum (estandarte militar), después Partia y las guerras dacias de Trajano en el este, el estandarte militar del dragón dacio entró en la legión con las cohortes sármatas y dacias: un gran dragón fijado en el extremo de una lanza, con grandes quijadas abiertas de plata y con el resto del cuerpo formado de seda coloreada. Con las mandíbulas de cara al viento, el cuerpo sedoso inflado y ondulado, asemejándose a una manga de viento.
Varias encarnaciones inciertas del diablo en el Antiguo Testamento se les dio la traducción draco en la Vulgata de Jerónimo a someterse a cambios de significado y se convierten en grandes realizaciones del mal.

## Edad Media

### Dragones que escupían fuego
Los dragones son representados en los tiempos modernos con un enorme cuerpo de lagarto, o serpiente con dos pares de patas, y capaces de escupir fuego por sus bocas. Esto comúnmente se conoce como un dragón que escupe fuego. El dragón europeo tiene alas de murciélago que se expanden de su espalda. Un dragón heráldico, criatura con alas, pero solo con un par de patas se conoce como guiverno. El dragón europeo más se asocia con escupir fuego.
Se ha especulado que los reportes de las cobras escupidoras pueden ser el mito del origen de los dragones que escupen fuego.
En el folclore europeo, los dragones suelen ser retratados como el mal, a excepción principalmente en la mitología galesa y en la ficción moderna. Esto es en contraste con los dragones asiáticos, que tradicionalmente son representados como criaturas benévolas. En la época moderna, típicamente el dragón europeo es representado como un enorme lagarto escupiendo fuego por la boca, con escamas y cuernos, con alas correosas de murciélago, con cuatro patas, y una larga cola musculosa. A veces se muestra con plumas en las alas, crestas, melenas ardientes, pinchos de marfiles que recorren su espina dorsal, y diversas decoraciones exóticas. La sangre del dragón a menudo contiene propiedades mágicas, por ejemplo, en la ópera Sigfrido, permitió a Sigfrido entender el lenguaje de los pájaros del bosque. El típico dragón protege una caverna o castillo llenos de oro y tesoros y, a menudo se asocia con un gran héroe que trata de matarlo. A pesar de ser una criatura alada, el dragón generalmente es encontrado en una guarida subterránea, una cueva que lo identifica como una antigua criatura de la tierra. Posiblemente los dragones de la mitología europea y de Oriente Medio provenían desde el culto a las serpientes que se encuentran en algunas religiones alrededor del mundo.
Los clásicos dragones europeos a menudo son descritos como iluminando el aire. Esto es a menudo tomado por los escritores cristianos como una metáfora de Lucifer como el "ángel de luz".

### Europa germánica
Los más famosos dragones de la mitología nórdica y germánica son:
- Níðhöggr, que roe las raíces del Yggdrasil, el árbol del mundo;
- Jörmundgander, Miðgarðsormurinn (en islandés), Midgårdsormen (en sueco y danés); Midgardsormen (en noruego), la serpiente marina gigante que rodea Midgard, el mundo de los mortales;
- Fafner, que se había convertido en un dragón a causa de su codicia, y fue asesinado por Sigurd;
- Lindworm, serpientes monstruosas del mito y la tradición germánica, a menudo intercambiables con los dragones;
- Landvættir, el dragón benevolente con el que el sirviente del rey Harald Blåtand se reunió en Vopnafjörður, según la Heimskringla, y representado también en el Escudo de Islandia;
- El dragón encontrado por Beowulf.

Muchos relatos europeos de dragones poseen que guardan un tesoro acumulado. Ambos dragones Fafner y el dragón de Beowulf vigilaban montículos de tierra llenos de tesoros antiguos. El tesoro era maldecido y trajo desgracias a todo aquel que luego lo poseía.
En inglés, dragon deriva (del inglés medio, del francés antiguo y del latín) del griego antiguo δράκων drákōn, "serpiente, dragón", la palabra griega posiblemente deriva del indoeuropeo derk-, "ver", y originalmente puede haber querido decir algo así como "mirando uno solo" (como las serpientes carecen de párpados) o "monstruo con el mal de ojos".[cita requerida] A pesar de sus asociaciones folclóricas, no hay conexión etimológica entre dragones y figuras macabras conocidas como draugr en nórdico antiguo, que rondan ricos túmulos.
El poema Beowulf describe a un draca (dragón) también como un wyrm (gusano, o serpiente) por parte del verbo anglosajón bugan, "encorvarse", y se dice que tenía una mordedura venenosa, todo indica una forma y movimiento de serpiente en lugar de un cuerpo con forma de lagarto o dinosaurio como se creería posteriormente (aunque el dragón de Beowful demostró varias características que popularizó con los otros llamados "dragones", es decir, que escupían fuego, que viviían subterráneamente y que coleccionaban tesoros).

### Gales

La bandera de Gales, mostrando la postura de un dragón rojo.

Aunque Somerset tradicionalmente ha tenido a un dragón rojo como emblema, el dragón rojo comúnmente es más asociado con Gales, como su bandera nacional presenta un dragón rojo (Y Ddraig Goch). Esto puede tener su origen en la leyenda del rey Arturo, donde Myrddin, empleado de Vortigern, tuvo una visión del dragón rojo (representando a los britanos) y el dragón blanco (representando las invasiones de los sajones) luchando por debajo de Dinas Emrys. Esta particular leyenda también cuenta en el Mabinogion en la historia de Lludd y Llefelys. La casa legendaria de Pendragón y los britanos en general han sido asociados con el estandarte del dragón galés después del hecho.

### Europa eslava

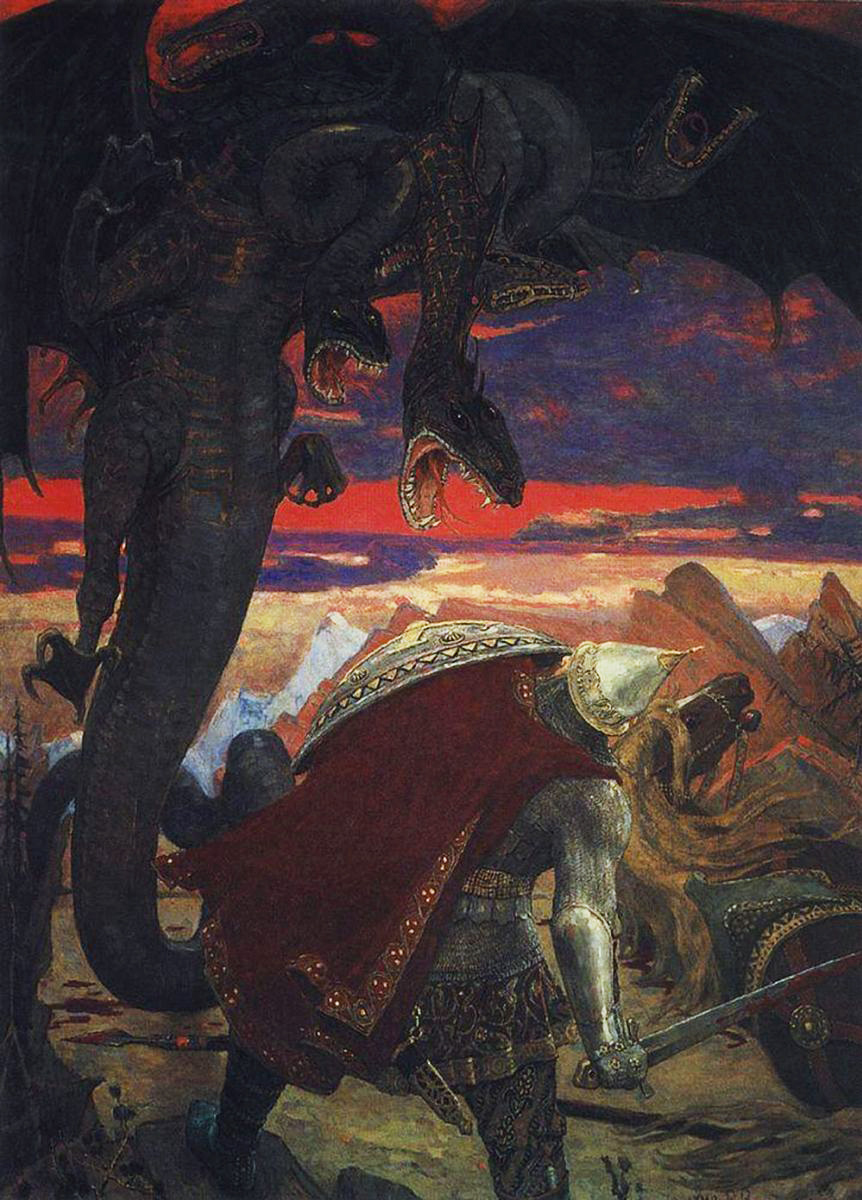
Zmey Gorynych, por Viktor Vasnetsov.

Los dragones de la mitología eslava poseen temperamentos encontrados hacia los seres humanos. Por ejemplo (дракон, змей, ламя, ала) en la mitología búlgara ya sean machos o hembras, cada género tiene una visión diferente de la humanidad. Los dragones hembra y macho, a menudo son vistos como hermana y hermano representando diferentes fuerzas de la agricultura. El dragón hembra representa el tiempo áspero y es la destructora de los cultivos, la que odia a la humanidad, y es encerrada en una batalla sin fin con su hermano. El dragón macho protege los cultivos de la destrucción de los humanos y generalmente es benévolo con la humanidad. Los juegos de fuego y agua juegan papeles importantes en la tradición del dragón búlgaro: la hembra tiene las características, mientras que el dragón macho suele ser una criatura de fuego. En la leyenda búlgara, los dragones son de tres cabezas, seres alados con cuerpos de serpientes.
En las tradiciones búlgaras, rusas, bielorrusas, ucranianas, bosnias, serbias y macedonias; un dragón, o змей (Змей en búlgaro), zmey (Змей en ruso), smok (Цмок en bielorruso), zmiy (Змій en ucraniano), zmaj (zmaj en bosnio), zmaj (змај en serbio), zmej (змеј en macedonio); generalmente es un demonio, una bestia de cuatro patas, con pocas cualidades redentivas. Los zmeys son inteligentes, pero no en gran medida, a menudo exigiendo tributo de pueblos o ciudades pequeñas en la forma de doncellas (para la comida), u oro. Su número de cabezas oscila de uno a siete o incluso a veces más, con dragones de tres y siete cabezas siendo lo más común. Las cabezas también vuelven a crecer si son cortadas, a menos que el cuello sea "tratado" con fuego (similar a la hidra de la mitología griega). La sangre del dragón es tan venenosa que la propia tierra se negará a absorberla. En la mitología búlgara estos dragones algunas veces son buenos, oponiéndose al demonio Lamya (ламя en búlgaro) una bestia que comparte una semejanza con el zmey. El más famoso dragón polaco (smok en polaco) es el dragón de Wawel o smok Wawelski, el dragón de Wawel de la colina. Se supone que aterrorizó a la antigua Cracovia y vivía en cuevas a orillas del río Vístula, por debajo del castillo Wawel. De acuerdo con la tradición basada en el Libro de Daniel, fue asesinado por un chico quien le ofreció una zalea llena de azufre y alquitrán. Después de comérsela, el dragón estuvo tan sediento que finalmente explotó después de beber mucha agua. En la versión más antigua de este cuento del siglo XII, escrito por Wincenty Kadłubek, el dragón fue derrotado por los dos hijos del rey Krakus, Krakus II y Lech II. Una escultura metálica del dragón de Wawel es un espectáculo turístico muy conocido en Cracovia. Es muy estilizada, pero, para la diversión de los niños, con estrépito escupe fuego cada pocos minutos. El dragón de Wawel también es ofrecido en muchos artículos de mercancía turística en Cracovia. El dragón es el escudo de armas de los príncipes polacos, Piasts de Czersk.
Otras criaturas parecidas a los dragones en el folclore polaco incluyen al basilisco, viviendo en los sótanos de Varsovia, y el rey Serpiente de las leyendas populares.

### Península ibérica

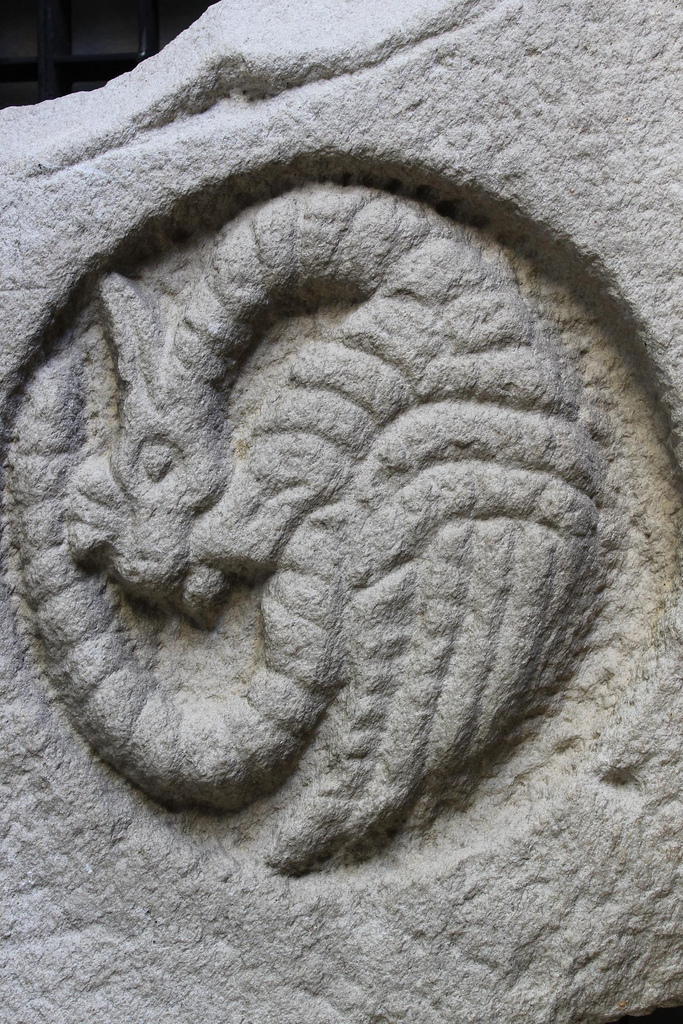
Dragón en un relieve de granito. Museo de San Antón (La Coruña, Galicia, España).

El cuélebre o culebre, es una serpiente alada gigante en las mitologías de Asturias y Cantabria en el norte de España. Usualmente vive en una cueva, guardan tesoros y mantiene seres ninfas llamados xanas o anjanas como prisioneros. Son inmortales; sin embargo, todavía están sujetos al envejecimiento.
Durante buena parte de la Edad Media a la Sierra de Guadarrama se la conoció como la «Sierra del Dragón», probablemente por la silueta del monte de Siete Picos, que se asemeja al lomo de un dragón, y con este nombre la citan, por ejemplo, el arzobispo Rodrigo Jiménez de Rada en su Historia Ghotica, o Alfonso X el Sabio en su Estoria de España.
Hay una leyenda que un dragón moró cerca de la montaña Peña Uruel cerca de Jaca diciendo que podía hipnotizar a las personas con su mirada, por lo que el joven que decidió matar a la bestia él mismo equipado con un escudo brillante, de modo que la mirada del dragón se reflejaría. Cuando el joven llegó a la cueva donde vivía el dragón, pudo acabar con él fácilmente, porque el dragón se había hipnotizado a sí mismo. Esta leyenda es muy similar al mito griego de Medusa.

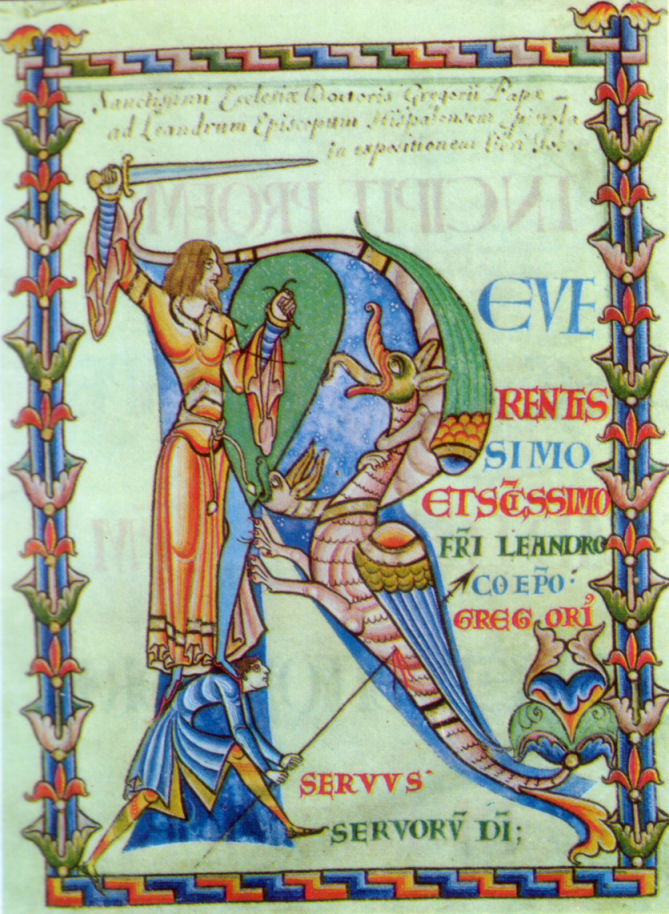
Iluminación en un manuscrito de una carta del de Gregorio I a San Leandro (Bibl. Municipale, MS 2, Dijon).

Herensuge es el nombre dado en la mitología vasca, que significa "la última serpiente". La leyenda más famosa tiene al Arcángel Miguel quien desciende del cielo a matarla, pero solo una vez tuvo a Dios de acuerdo a acompañarlo en persona. Sugar, el dios masculino vasco, a menudo es asociado con la serpiente o un dragón, pero también puede tomar otras formas. Su nombre puede leerse como "la serpiente macho".
Los dragones son bien conocidos en la mitología catalana, en gran parte debido a San Jorge (Sant Jordi en catalán) es el santo patrono de Cataluña. Como la mayoría de los dragones, el dragón catalán (drac en catalán) es una enorme serpiente con dos, o raramente, cuatro patas y a veces un par de alas. Al igual que en muchas otras partes del mundo, la cara del dragón puede ser como el de algún otro animal, como de un león o toro. Como es común en otros lugares, los dragones catalanes son los que escupen fuego, y el fuego del dragón lo consume todo. Los dragones catalanes también pueden emitir un olor fétido, que se produce con cualquier cosa que toquen.
Los catalanes también distinguen una víbria o vibra (cognada con las inglesas viper y wyvern), un dragón hembra con dos pechos prominentes, dos garras y un pico de águila. Dracs, Víbries y otras figuras mitológicas aprovechaban para participar en correfocs durante las celebraciones populares.
En la mitología gallega, la coca es un dragón hembra que lucha con San Jorge en la festividad del Corpus Christi. La lucha tiene un significado simbólico: cuando la coca derrota a San Jorge, los cultivos serán malos, y habrá hambre y muerte; cuando San Jorge vence a la coca, los cultivos tendrásn un buen año y se anuncia la prosperidad. Sin embargo ella es llamada "santa coca", tal como Jorge es llamado santo, y la gente se alegra por ella. Otro dragón llamado drago también está representado en la mitología gallega y es utilizado para tomar parte en las celebraciones durante la Edad Media.

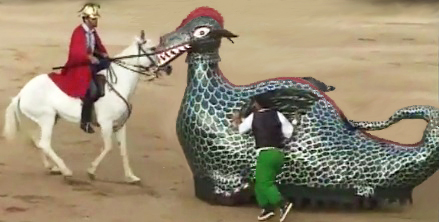
Festa da Coca durante la celebración del Corpus Christi, en Pontevedra, España.
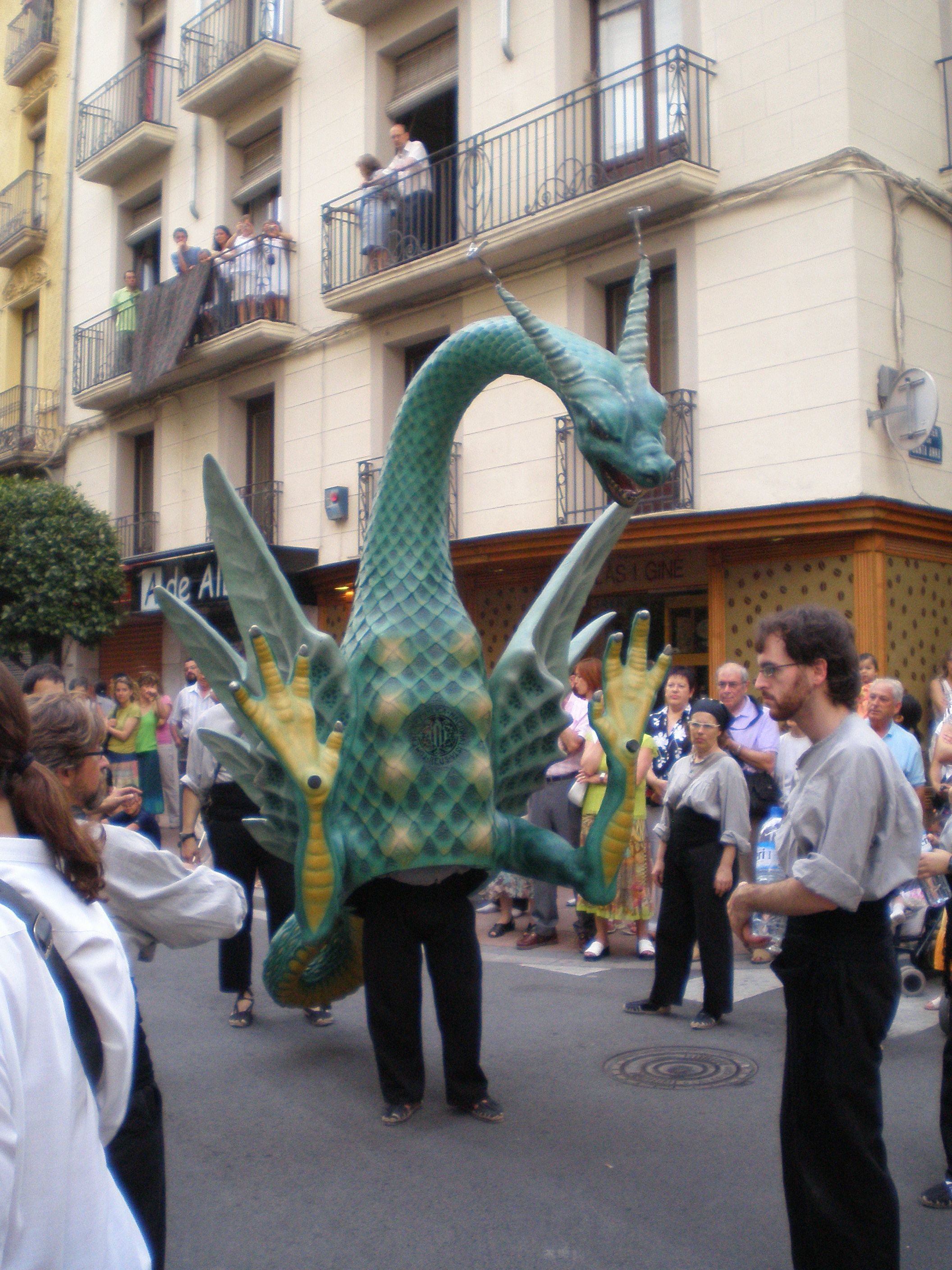
Vibria en un desfile en Reus (Cataluña).
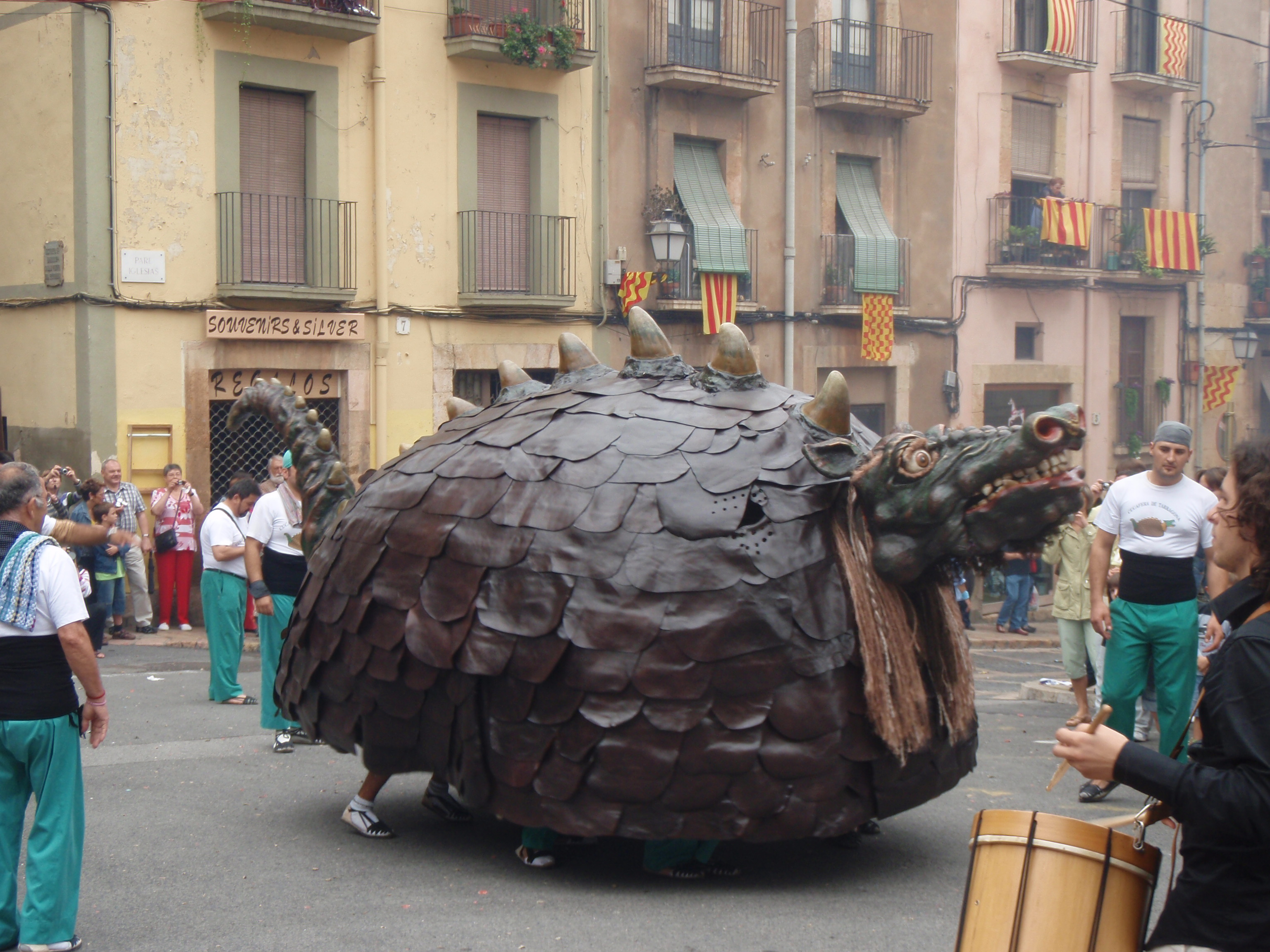
Cucafera durante la "Fiesta Mayor de Santa Tecla" en Tarragona, España.
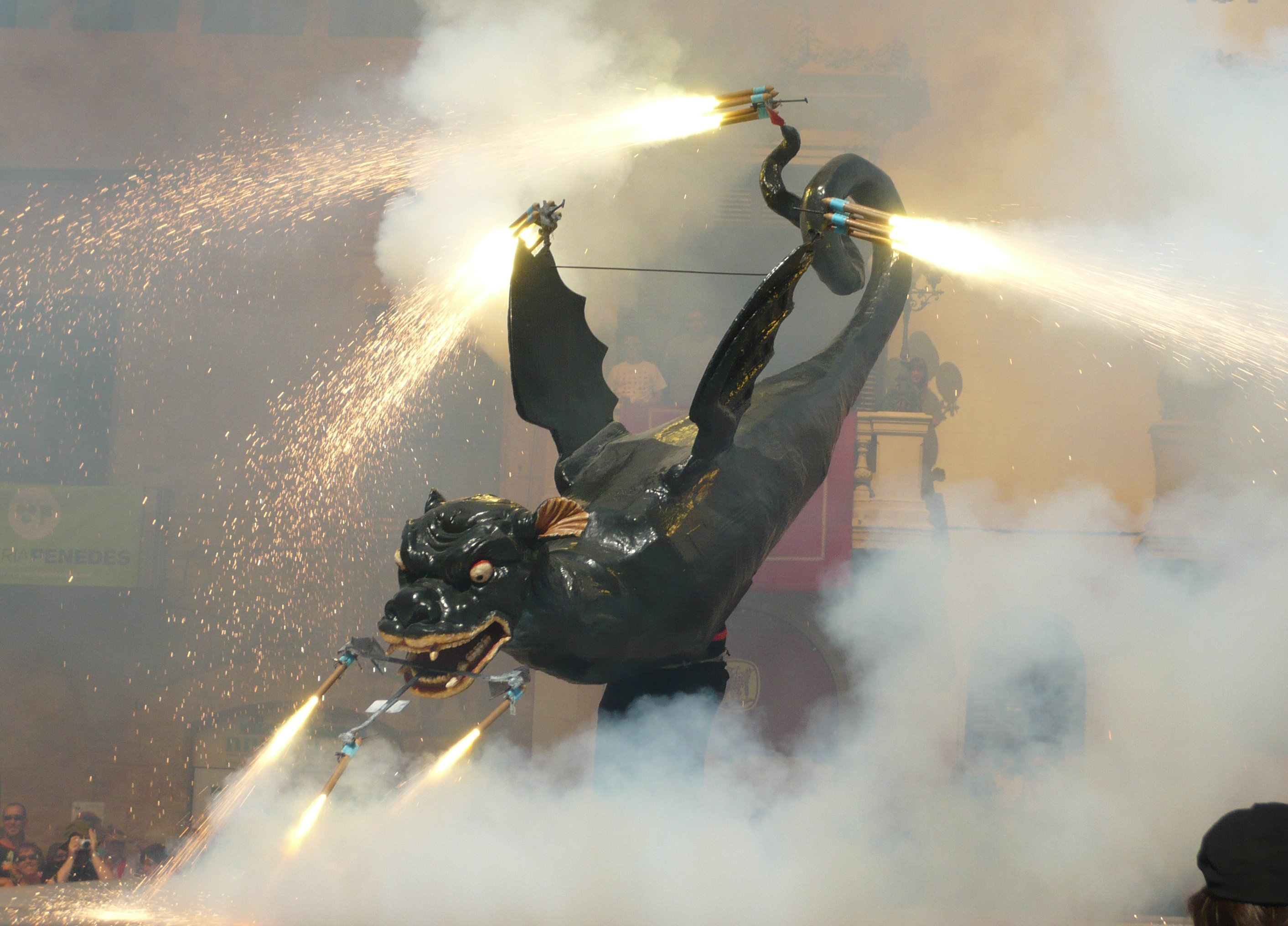
Drac de Villafranca del Panadés (1600), bailando durante un correfoc.

### Italia

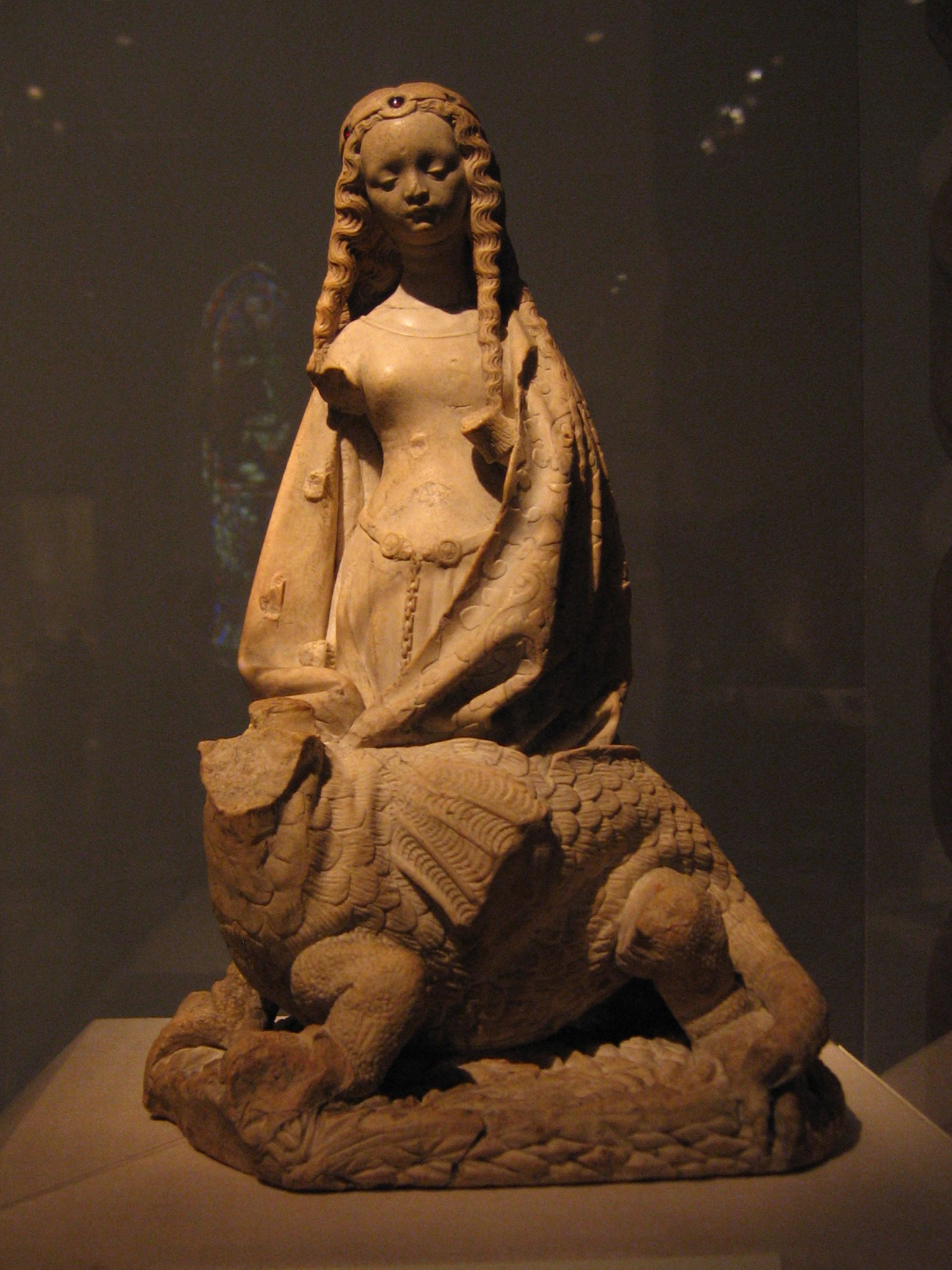
Santa Margarita y el dragón, alabastro con restos de dorado.

La leyenda de San Jorge y el Dragón es muy conocida en Italia, pero otros santos también son descritos peleando con dragones. Por ejemplo, el primer obispo de la ciudad de Forlì, San Mercurial, se dijo que había matado a un dragón y salvó a Forlì, por lo que a menudo es representado matando a un dragón. Del mismo modo, el primer santo patrono de Venecia, San Teodoro Tiro, era un cazador de dragones, y una estatua que representa a la muerte del dragón que todavía encabeza las columnas de la Basílica de San Marcos. San Miguel, el santo patrono de los paracaidistas militares, frecuentemente también es representado matando a un dragón. Muchos dragones de la Edad Media europea se pensaban que eran demoniacos o de la condición del mal.
De acuerdo con la La leyenda dorada, compilada por el italiano Jacobus de Voragine, Santa Margarita de Antioquía fue tragada por Satanás en la forma de un dragón, de donde escapó viva cuando la cruz que llevaba irritó las entrañas del dragón. La leyenda dorada en un momento atípico de escepticismo, describe este último incidente como "apócrifo y no debe ser tomado en serio" (trans. Ryan, 1.369), lo que no le impidió ser popular a la leyenda y conseguir tratamientos artísticos.

Más frecuentes son las leyendas sobre dragones en Italia, sobre todo en Umbría. Uno de los más famosos dragones del folclore italiano es Thyrus, un guiverno que sitió Terni en la Edad Media. Un día, un joven y valiente caballero de la Casa Noble de Cittadini, cansado de presenciar la muerte de sus conciudadanos y la despoblación de Terni, se enfrentó al dragón y lo mató.  A partir de ese día, la ciudad asumió la criatura en su escudo de armas, acompañado de una inscripción en latín: "Thyrus et amnis dederunt signa Teramnis", que se encuentra debajo la bandera de la ciudad de Terni, en honor a esta leyenda.

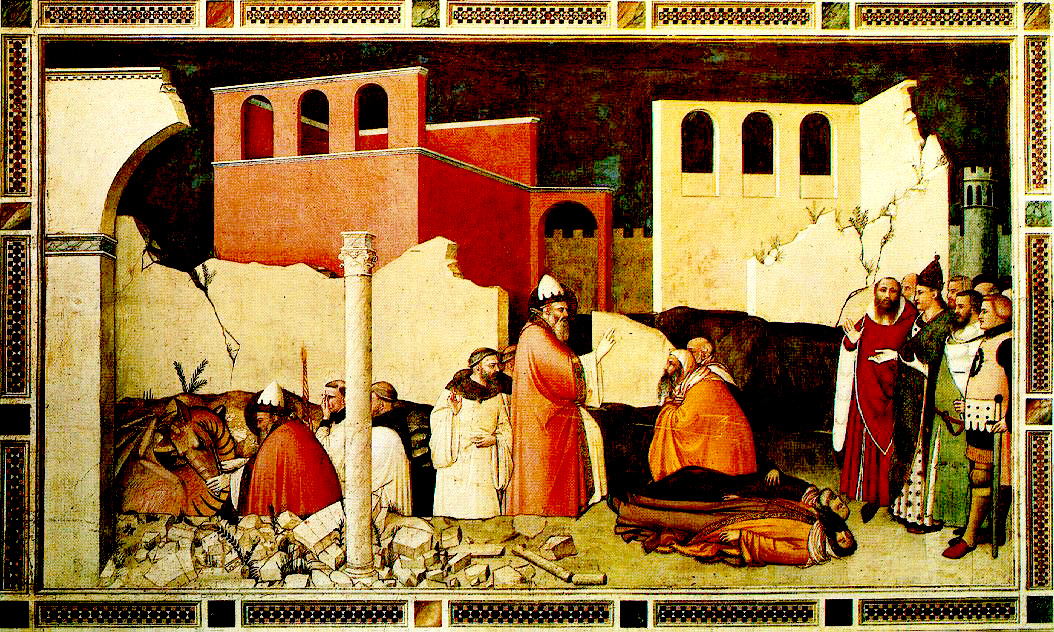
"San Silvestre resucita a dos magos y al dragón de Fornole". Capilla Verno Verdi. Santa Cruz (Florencia).

Otro poema cuenta de otro dragón que vivía cerca del pueblo de Fornole, cerca de Terni en el sur de Umbría. El Papa Silvestre I llegó a Umbría y liberó a la población de Fornole de la ferocidad del dragón, la pacificación del dragón. Agradecido por su hecho, la población construyó una pequeña iglesia dedicada al santo en la cima de la montaña cerca de la guarida del dragón en el siglo XIII. En el ábside de la iglesia hay un fresco que representa la iconografía del santo.

## Heráldica

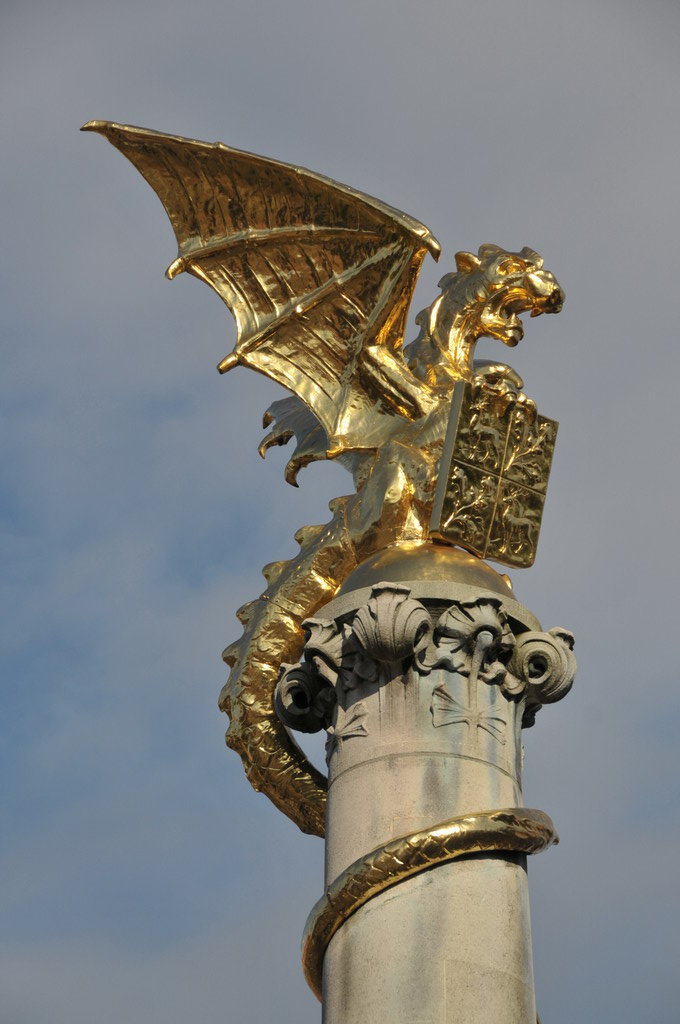
La fuente más famosa de 's-Hertogenbosch. La estatua de la fuente representa un dragón. La fuente se encuentra en medio del cruce de Stationsweg y Koninginnenlaan, justo enfrente de la estación. La estatua fue colocada en 1903 y formó parte de un concurso organizado por el municipio. Jonkheer Bosch van Drakesteijn, comisionado de la reina en Brabante Septentrional desde 1856 hasta su muerte en 1894, había dejado un legado al municipio de 's-Hertogenbosch para erigir un monumento en memoria de sus hijas gemelas, que murieron en 1881 a la edad de 17 años. fallecido. Se organizó un concurso. Los hermanos De Leeuw de Nijmegen ganaron, pero el Dragon no se fabricó según su diseño. El arquitecto Jules Dony recibió el encargo de diseñar la fuente del dragón. El dragón fue fabricado por la empresa De Braat en Delft.

En Inglaterra hasta el día de hoy, un rampante dragón rojo (agarrando una maza) es el símbolo heráldico del condado de Somerset. El condado formaba parte del temprano reino anglosajón de Wessex en el oeste de Inglaterra, que también dio luz a un dragón, o guiverno (uno de dos patas en contraposición a un dragón de cuatro patas), como un símbolo. La bestia Wessex por lo general es de color dorado en las ilustraciones.
De acuerdo con el escritor Arthur Charles Fox-Davies en heráldica, el dragón rojo de Gales se originó con el estandarte del rey del siglo VII, Cadwaladr y fue utilizado como soporte en la Casa de Tudor (que era de origen galés) Sin embargo, la Reina Elizabeth, prefiriendo el oro, cambió el manto real y el soporte del dragón rojo al dorado y algunos eruditos galeses todavía mantienen que el dragón de Gales, es dorado rojizo en lugar de gules.
En la bandera de Gales se lee parti per fess Argent and Vert; a dragon Gules passant. La selección de rugby de Gales incluye al Newport Dragons y al Cardiff City Blue Dragons.
El rey Pedro IV de Aragón utilizó un dragón en su casco para mostrar que él era el rey de Aragón, como un armas parlantes (Rei d'Aragón, dragón).
En Madrid, al derribarse en 1569 la muralla de Puerta Cerrada, se encontró una piedra con un dragón grabado. Este hecho fue empleado por Felipe III para construir una leyenda fundacional de Madrid (que emparentaría a la ciudad con Troya debido a la presencia de dicho dragón). De esta manera, el dragón se asociaría durante más de 300 años a la ciudad de Madrid, obrando este símbolo heráldico en varios escudos tallados en piedra que se conservan hoy a lo largo de la ciudad. Finalmente, el dragón fue introducido oficialmente como parte del escudo de la ciudad, junto a la osa y el madroño, en 1859. Este dragón, por razones estéticas, se asemejaría más bien a un grifo, y acabaría siendo suprimido del escudo de Madrid en 1967. Aunque la vinculación entre Madrid y el dragón heráldico fue desvaneciéndose, desde 1981, otro dragón acabaría siendo el símbolo del barrio madrileño de La Elipa.
Un dragón fue utilizado como la cresta del escudo de Portugal desde aproximadamente el siglo XIV. Más tarde, dos dragones fueron utilizados como soportes del escudo de Portugal. En el siglo XIX, el rey Pedro I de Brasil y IV de Portugal concedió a la ciudad de Oporto la incorporación de la cresta del dragón del escudo de armas real en su escudo municipal, en agradecimiento por el apoyo dado a él por la ciudad durante las Guerras Liberales. La insignia del Oporto incorpora el antiguo escudo municipal de armas de Oporto con el escudo de dragón y es por eso que el dragón fue adoptado como la mascota del club.
El Beta Theta Pi utiliza al dragón como parte de su cresta.

## Era moderna
Los libros emblemáticos populares desde finales de la Edad Media a través del siglo XVII a menudo representan al dragón como símbolo de la codicia. La prevalencia de dragones en la Europa heráldica demuestra que hay más en el dragón que en la codicia.

## Otros
Augustin Chaho un creador de mitos románticos del siglo XIX, fusionó estos mitos en su propia creación de Leherensuge, la primera y la última serpiente, que, en su leyenda de nuevo cuño, se plantearía de nuevo algún momento en el futuro con lo que el renacimiento de la Nación vasca.
Los dragones durante mucho tiempo han sido descritos como ávidos acaparadores de tesoros, lujuria por el oro y piedras preciosas. En tales historias como Beowulf, es el robo de tales tesoros que despierta la furia de un dragón. En el género fantástico ha habido una tendencia que representa a los dragones en una luz positiva: como aliados en vez de adversarios. Los dragones son considerados cada vez más como amigos de los seres humanos y criaturas muy inteligentes y nobles, mientras que aún permanecen las temibles bestias de leyenda. Se muestran con frecuencia como tutores y amigos cercanos de los seres humanos individuales. Muchas de estas ideas fueron popularizados por primera vez por Anne McCaffrey con Los jinetes de dragones de Pern, con autores posteriores como Christopher Paolini también representa a personajes simpáticos dragón de Eragon. Ursula K. Le Guin creó una imagen significativa de los dragones en sus libros sobre Terramar. En Canción de hielo y fuego de George R. R. Martin, el personaje Daenerys Targaryen eclosiona tres huevos de dragón y eleva a las criaturas como sus tres "hijos" llamados Drogon, Rhaegal y Viserion, como el medio con el que planea recuperar el Trono de Hierro. Smaug, el dragón antagonista en El hobbit de J. R. R. Tolkien fue bien hablado y muy inteligente, y aunque feroz, se demostró que era perezoso y desinteresado por la violencia no provocada, se preocupaba más bien por sus tesoros acumulados. Los dragones siguen siendo un tema popular para películas, como la película Cómo entrenar a tu dragón, adaptado del libro de Cressida Cowell, así como la serie de películas de Shrek, y son particularmente populares en las franquicias de fantasía multimedia, el más famoso es el de Warcraft, Demon's Souls y The Elder Scrolls V: Skyrim. Varios personajes de la franquicia Transformers han sido descritos como teniendo un dragón como su modo alternativo, más comúnmente Megatron.